# Villedieu-la-Blouère
Villedieu-la-Blouère là một xã thuộc tỉnh Maine-et-Loire trong vùng Pays de la Loire phía tây nước Pháp. Xã này nằm ở khu vực có độ cao trung bình 47 mét trên mực nước biển.